# Centre hospitalier du Pays d'Eygurande
 (novembre 2020).
Si vous disposez d'ouvrages ou d'articles de référence ou si vous connaissez des sites web de qualité traitant du thème abordé ici, merci de compléter l'article en donnant les références utiles à sa vérifiabilité et en les liant à la section « Notes et références ».
Le centre hospitalier du Pays d'Eygurande est un centre hospitalier public situé à Monestier-Merlines, dans le département de la Corrèze sur le site d'un asile créé en 1831.

## Histoire

### Origine
L'asile est créé en sous sa forme actuelle en 1831 sur le site d'un couvent de cordeliers qui donne, à partir du XVe siècle, « des soins aux aliénés que leur confiaient leurs familles, ainsi qu'à des prêtres de mauvaises "mœurs" ». La plus ancienne occupation du site consiste en un ermitage, créé en 1144, par un religieux bénédictin du prieuré de Marsat fait bâtir une chapelle dans le style de Notre-Dame de Nazareth. Cet ermitage prend le nom de Cella, ou chambre de Notre-Dame, puis à partir de 1448 de Celette. Transformé en couvent, des soins aux aliénés y sont dispensés dès le XVe siècle.

### Époque moderne
L'établissement a une capacité d'accueil de 177 lits en hospitalisation, 45 places d’Hôpital De Jour et un important dispositif ambulatoire. Il accueille en outre une unité pour malades difficiles, ouverte en 2011.